# Feliks Kozubowski (pisarz)

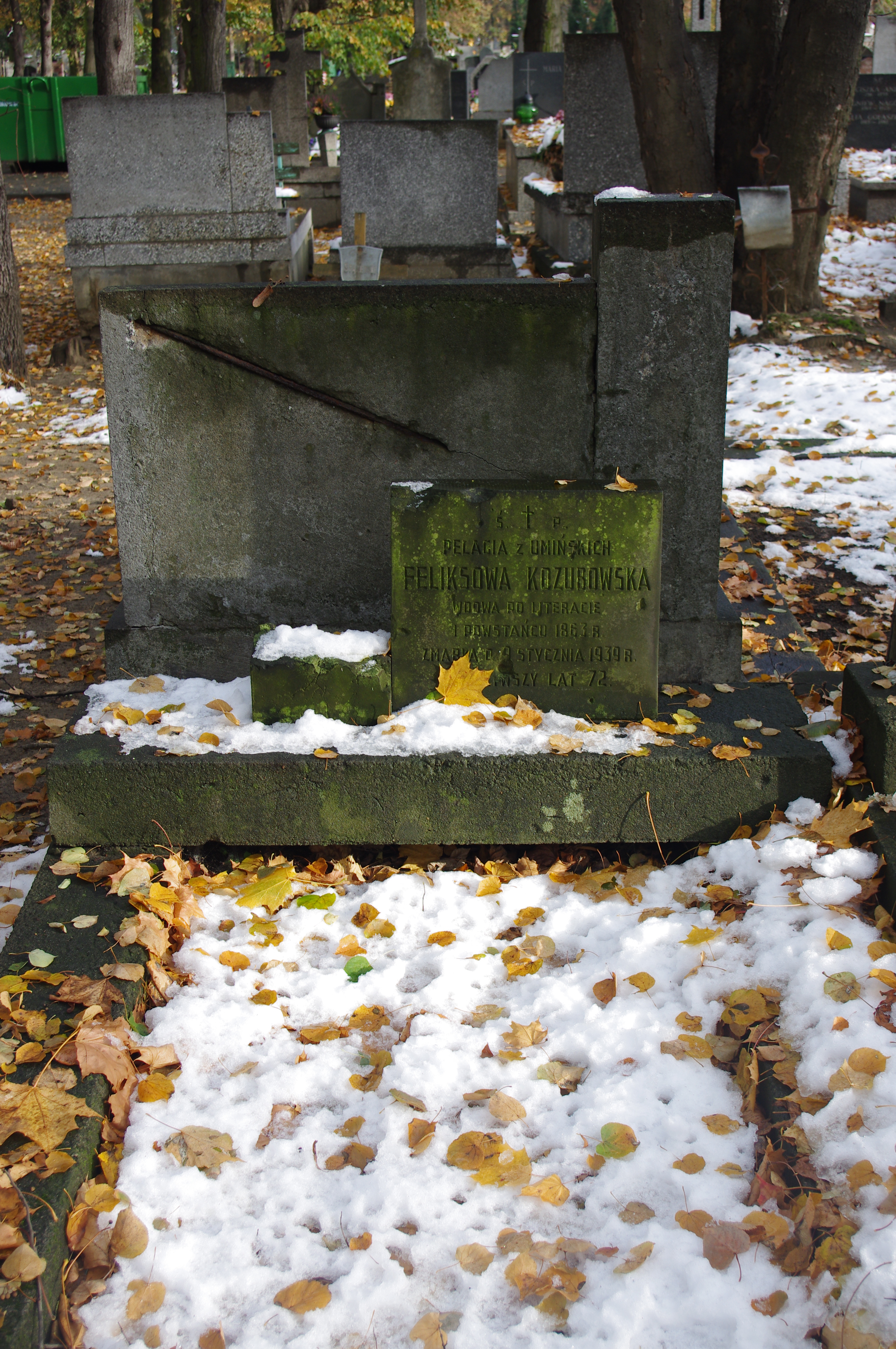
Zachowany do czasów dzisiejszych grób Pelagii Kozubowskiej z domu Umińskiej, wdowy po Feliksie Kozubowskim na Cmentarzu Bródnowskim w Warszawie

Feliks Kozubowski herbu Mora (ur. 11 sierpnia 1842 w Warszawie, zm. 20 października 1907 w Krakowie) – polski literat, powieściopisarz i publicysta, uczestnik powstania styczniowego. 

## Wybrane publikacje
- Noworocznik polski na rok 1880
- O wyborze książek dla dorastającej młodzi